# Крем'янка (Лубенський район)
Крем'я́нка — село в Україні, у Лубенському районі Полтавської області. Колишній орган місцевого самоврядування — Оріхівська сільська рада. Населення становить 274 особи.

## Географія
Село Крем'янка знаходиться за 2 км від села Стадня та за 2,5 км від селища Ромодан. Поруч проходять автомобільна дорога Р42 та залізниця, станція 200 км за 3 км.

## Історія
12 червня 2020 року, відповідно до розпорядження Кабінету Міністрів України № 721-р «Про визначення адміністративних центрів та затвердження територій територіальних громад Полтавської області», село увійшло до складу Лубенської міської громади.
19 липня 2020 року, в результаті адміністративно - територіальної реформи та ліквідації Лубенського району(1923-2020), село увійшло до складу новоутвореного Лубенського району.

## Політика

### Парламентські вибори, 2019
На позачергових парламентських виборах 2019 року у селі функціонувала окрема виборча дільниця № 530487, розташована у приміщенні клубу.
Результати
- зареєстровано 126 виборців, явка 71,43%, найбільше голосів віддано за «Слугу народу» — 36,05%, за Всеукраїнське об'єднання «Батьківщина» — 24,42%, за «Опозиційну платформу — За життя» і Радикальну партію Олега Ляшка — по 12,79%.[3] В одномандатному окрузі найбільше голосів отримав Фахраддін Мухтаров (самовисування) — 41,18%, за Анастасію Ляшенко (Слуга народу) — 17,65%, за Олексія Баганця (Всеукраїнське об'єднання «Батьківщина») — 12,94%[4].

## Населення
Згідно з переписом УРСР 1989 року чисельність наявного населення села становила 329 осіб, з яких 142 чоловіки та 187 жінок.
За переписом населення України 2001 року в селі мешкали 274 особи. 100 % населення вказало своєю рідною мовою українську мову.